# 華原朋美
華原 朋美（かはら ともみ、1974年8月17日 - ）は、日本の歌手、タレント。本名、下河原 朋美（しもがわら ともみ）。愛称は、朋ちゃん。東京都江東区生まれ、千葉県浦安市育ち。代表曲はミリオンセラーとなった「I'm proud」「I BELIEVE」「Hate tell a lie」など。

## 人物
身長156 cm。体重49 kg。血液型O型。兄2人と弟の4人兄弟に囲まれた一人娘として生まれる。千葉県の昭和学院小学校卒業後、私立松蔭中学校・高等学校を卒業。3歳頃に「あれに乗りたい!」の一言で始めた趣味の乗馬は、高校3年生の時に出場した1992年山形べにばな国体で4位入賞という好成績を修め、その後20年以上のブランクがあったが、2016年の馬術の日本国内大会『ジャパンオープン』で優勝している。実家は千葉県内で鉄鋼関連会社や老人福祉施設などを経営しており、母親や兄弟も全員経営者という裕福な家庭に生まれ育つ。将棋の級（日本将棋連盟ジュニアクラス1級・一般クラス3級）も取得しており、NHK衛星第2テレビの大逆転将棋では司会も務めた。2012年5月、普通自動車免許を取得。

## 来歴

### グラビアアイドル時代（ - 1995年）
中山美穂や工藤静香に憧れ、高校1年（1990年）の時に全日本国民的美少女コンテストに応募。本戦の事前親子面接にて母親が「娘の芸能界入りには反対」と発言したために、本戦には出場できなかった。それから自宅に他の事務所からのスカウトの電話が入ってくるようになり、芸能界入りを強く意識するようになる。1992年高校3年の時、乗馬に打ち込む一方で渋谷の吉野家で当時の事務所アバンギャルドにスカウトされ芸能界入り。高校卒業後は美容師を目指し山野美容専門学校に入るも、芸能界入りを決意し退学した。
1993年から『さんまのナンでもダービー』（テレビ朝日系）でレギュラーアシスタントを務め、テレビ初出演を果たす。雑誌『CanCam』、『ViVi』等でモデルを務める。同年秋にはMBSラジオ『茶屋町学園』のオーディションを受けるが惜しくも落選。しかし、このオーディションがきっかけで雑誌「MABU」の巻頭グラビアを飾る。当時の芸名は同事務所の三浦早苗に因んだ三浦 彩香（みうら あやか）を主としていた。
1994年4月、遠峯 ありさ（とおみね ありさ）の芸名を使用開始し、持田かおり（現：持田香織）らが在籍していた黒BUTAオールスターズの第4期生に選抜されるも、すぐに脱退。深夜番組「HIP」「MEW」等でアイドルとして活動。当時は毎日のようにオーディションを受けていたという。また、カラオケ映像にも出演していた。バラエティ『とんねるずのみなさんのおかげです』のコント「近未来警察072」の女性隊員役のオーディションでは、松嶋菜々子とともに最終選考の2名まで残ったが、惜しくも身長の低さが理由で落選した。当時、とんねるずの石橋貴明は面白い子がいるとプロデューサーの秋元康に話していたという逸話がある。
その直後、アイドルとしてバラエティ番組『天使のU・B・U・G』（1994年10月〜1995年3月）にレギュラー出演していた際、視聴していた小室哲哉に見初められ、番組プロデューサーを介して小室が当時青山で経営していた店「TJM」に呼ばれたことがきっかけでほどなく小室との交際が始まる。
華原は当時20歳で女優志望だったが、出会って間もない頃にカラオケでtrf「Survival dAnce 〜no no cry more〜」を歌い、その歌声を聴いた小室は感動し「涙腺を刺激する歌声」と称し、ボーカルレッスンを殆どすることなく歌手デビューが決定（華原が初めて買ったレコードが中山美穂の「50/50」で、奇遇にも小室作曲の作品であった）。また、デビュー直前に2人の関係をすっぱ抜いた写真週刊誌フライデーの記者に対し、小室は「アーティストに手をつけたのではなく、プライベートの恋人に曲を書いてデビューさせただけです。」と語っている。小室から見た第一印象は「僕が誰だかなんて全く関係なくて、口の利き方・態度も悪く最初はよく喧嘩しました。そこが逆に新鮮で彼女の視点では僕は年相応のおじさん」「初めて自分のプライベートをネタにしようと思えた」と語っている。1995年4月には、小室が手掛けるTV番組『TK MUSIC CLAMP』のエンディングでTM NETWORKの「Get Wild」を歌っている。また、4月から始まったばかりのバラエティ番組『今田耕司のシブヤ系うらりんご』をすぐに降板し、小室の主導で事務所を移籍した。

### 小室哲哉プロデュース時代（1995年 - 1998年）
1995年6月、事務所を移籍し、小室のイニシャルと同じT. Kで、なおかつ本名に近い華原朋美に改名。由来は小室の「僕と君は心のユニット」という意向であり、小室が名付けた。プロデュースのイメージは「円山町のクラブ前のコンビニでしゃがんでいる女性」を表現しようとした。なお、当初の自身のローマ字表記は“Kahala”であった。8月には小室が音楽を担当したイメージビデオ『PARADOX』を発売し、フジテレビビジュアルクイーン・オブ・ザ・イヤー'95に選出。9月、21歳の時にパイオニアLDC内の小室が立ち上げた新レーベル・ORUMOK RECORDSの第一弾アーティストとして、シングル「keep yourself alive」で歌手デビュー。メディア出演は殆どなかったもののオリコン・シングルチャート最高8位を記録し、5週連続TOP10入り、いきなり37万枚のヒットとなる。続く翌10月発売の2枚目のシングル「I BELIEVE」が驚異的なロングセラーを記録しオリコン最高4位を記録。同曲で年末の新人賞を総なめにした。
1996年、3月に3枚目のシングル「I'm proud」を発売。同3月25日付で前作「I BELIEVE」がミリオンセラーを達成し、デビューから半年足らずの新人としては異例の快挙となった。「I'm proud」も続いてミリオンセラーを記録、同曲で年間シングルチャート女性ソロアーティスト最高位の8位、年間カラオケリクエスト首位を獲得するなど、一躍トップアーティストの仲間入りを果たす。6月にはファーストアルバム『LOVE BRACE』を発売し、初のオリコン首位を獲得とともに、ファーストアルバムの歴代最高初動売上を記録（後に宇多田ヒカル、倉木麻衣が更新）。同作は257万枚の売上を記録した(オリコン調べ)。同月、新高輪プリンスホテルで“華原朋美ヒット記念パーティー”を開催。小室やdosらがお祝いに駆けつけ、業界・報道関係者1,000人が出席した。10月には5枚目のシングル「save your dream」を発売し、シングルでも初の首位を獲得。大晦日には『第47回NHK紅白歌合戦』に初出場し、小室のピアノ演奏で「I'm proud」を歌唱した。
1997年1月、小室ファミリーが集結して発売したTKこねっと「YOU ARE THE ONE」に参加、4月にはカネボウ化粧品「ブロンズラヴ」のイメージキャラクターに初起用され、タイアップソング「Hate tell a lie」を発売。3週連続首位を獲得し、自身シングル3作目のミリオンセラーを記録した。6月からはフジテレビ『TK MUSIC CLAMP』3代目のパーソナリティを担当。7月には「LOVE IS ALL MUSIC」、9月には小室との共作詞による「たのしく たのしく やさしくね」、12月には2枚目のアルバム『storytelling』を発売（ミリオンセラー）と、この年発売したCDはいずれも首位を獲得した。同月、香港で開催された「TK GROOVE MUSEUM」に出演し、globe「DEPARTURES」のカバーを披露。『第48回NHK紅白歌合戦』では第2部トップバッターで登場し、小室がギターで飛び入り参加して「Hate tell a lie」を歌唱した。
1998年2月、自身出演のJT「桃の天然水」のCMオンエアがスタートしCM内の華原のセリフ”ヒューヒュー”が当時流行語になるなど大きな話題に。6月にはレコード会社をワーナーミュージック・ジャパンに移籍し、桃の天然水のタイアップが付いた11枚目のシングル「tumblin' dice」を発売。7月にはフジテレビ月9ドラマ『ボーイハント』で主人公の女子大生（演: 観月ありさ）の同級生役としてドラマ初出演。同月、同クールの別のドラマ「ランデヴー」主題歌に起用された「here we are」を発売。11月には3枚目のアルバム『nine cubes』を発売したが、12月に小室と破局を迎える。破局後、3年連続出場となった『第49回NHK紅白歌合戦』では、小室プロデュース最後のシングル曲「daily news」を歌唱した（小室のバック演奏はなし）。
安室奈美恵の“アムラー”に対して、華原のファッションや言動を真似する女子は“カハラー”"ともギャル"と呼ばれ、“平成のシンデレラ”などとも呼称された。また、当時華原が大好きと公言していたハローキティがサンリオ社長もその効果を認めるほど女子高生を中心に再流行し、テレビで公言した吉野家牛丼における専門通の食べ方「つゆだく」が一般認知になり、CMで“ヒューヒュー”のフレーズが強調された「桃の天然水」が僅か1年間で1,600万ケースを売り上げる大ヒット商品となるなど、様々なブーム火付け役のリーダーにもなった。
当時の華原朋美はエイベックスに所属する他の小室ファミリーとは異なり、パイオニアLDC内に小室が立ち上げた独自レーベルORUMOKに所属し、戦略的にじっくり時間をかけて小室プロデュースが行われた。また、当時は小室哲哉と公私含めたパートナーであったため、華原と小室のエピソードが小室自身が率いるglobe作品の歌詞の題材となったり、華原が安室奈美恵のデモテープを歌うこともあった。

### 休養〜所属事務所移籍後〜無期限休養・海外修行（1999年 - 2001年）
1999年1月30日、自宅で料理中にガス中毒で倒れ緊急入院。この時、初めて年明けから休養していたことと小室との破局・奇行が報じられる。翌1月31日には退院するも、一時は意識不明の重体であったことなどからテレビや週刊誌等で連日報道されるようになるが、当時の小室の事務所はノーコメントを突き通す。翌2月、休養中に初のベストアルバム『kahala compilation』が発売され首位を獲得するも、3月末で「桃の天然水」CMを降板。5月、芸能事務所をプロダクション尾木に移籍し、新聞社向け限定の復帰会見を行うが、わずか一週間後に自宅マンションのロビーで貧血で倒れ再入院。翌6月17日、静岡県御殿場市の乗馬クラブ「アルカディア」で不完全なまま2度目の復帰会見を行った。半年ぶりとなる公の場への登場だったが、小室との破局による精神的ダメージは大きく、当時24歳ながら薬物依存による別人のような姿は連日のようにマスコミで報じられ、世間に衝撃を与えた。
同年7月には初のファンクラブ・Pretty Eyeを発足し、復帰シングル「as A person」を発売、オリコン6位・約30万枚のヒットを記録。全国4都市でPRイベントを開催し、『ミュージックステーション』を皮切りに8か月ぶりにテレビ復帰した。11月には全曲自身作詞で松浦勝人プロデュースによるアルバム『One Fine Day』を発売し、オリコン初登場7位を記録。初のファンイベントも開催した。しかし、心身共に不完全な状態であることから翌2000年早々に再び「100%の自分を取り戻す」ために無期限休養に入り、カナダへ留学する。
2000年1月、カナダにて休養中に初のフォト&エッセイ集『未来を信じて』、2月には「Believe In Future -真夜中のシンデレラ-」を発売。7月、カナダで心身ともに回復していることが報告され、前年発売の『One Fine Day』から「Blue Sky」がドラマ主題歌に起用されることからシングルカット化された。同時期のカナダから一時帰国中に日本テレビ『進ぬ!電波少年』から、アメリカ合衆国デビュー企画のオファーを受け出演。翌8月から『進ぬ!電波少年 〜華原朋美の電波少年的全米デビューへの道〜』のオンエアがスタート。結果として7か月間渡米し、洗車場でのアルバイト、自炊生活、クラブでのステージ、ボイスレッスンなど経験を積む。翌2001年1月、セリーヌ・ディオンやダイアナ・キングなどを手がけるアンディ・マーベルプロデュースのオーディションに合格し、全米デビューへの切符を掴む。アンディのコンピレーションアルバムに華原歌唱の「NEVER SAY NEVER」が収録されたが、CDは未発売。翌2月、約8か月ぶりに日本へ帰国し、SHIBUYA-AXで凱旋ライブを開催した。

### 本業以外の活動開始（2001年 - 2004年）
凱旋帰国後の2001年、4月に復帰シングル「Never Say Never」を発売し、オリコン初登場10位を記録。7月にはフォト&エッセイ集第2弾『苦あり楽あり 〜未来を信じて Part2〜』を発売し、初の握手会を開催した。8月にはイン・シンクなどを手がけるヴィンセント・ディジョルジオ（Vincent Degiorgio）プロデュースによる「PRECIOUS」を発売し、デビュー7年目にして初の単独ツアーとなった『TOMOMI KAHALA FIRST LIVE TOUR 2001 〜待っててくれてアリガトウ〜』を開催した。10月からはレギュラーラジオ番組の文化放送『華原朋美のLIPS PARTY 21.jp』がスタート（年末まで）。11月には5枚目のアルバム『Love Again』を発売し、“DJ Tomo”名義で発売記念DJイベントを開催。12月には雑誌『プチセブン』で連載されていた自身脚本の漫画『SHOWBIZ』を発売し、二度目の握手会を実施した。この年から本格的にバラエティ番組へも出演し始める。
2002年、NHK総合テレビの公開収録番組『にっぽん愉快家族』でコロッケと司会を担当し、4月に番組がスタート。同月、自身出演のポッカ缶コーヒーCMソング「あきらめましょう」を発売。7月にはワーナー移籍後の曲を収録したベストアルバム『Natural Breeze 〜KAHALA BEST 1998-2002〜』を発売し、翌8月からホールツアー『Tomomi Kahala Concert Tour 2002 "Natural Breeze"』を開催。4年ぶり4度目の返り咲き出場を果たした『第53回NHK紅白歌合戦』ではZONEがバックバンドで参加し、「あきらめましょう」を歌唱した。
2003年、『クレヨンしんちゃん』原作者の臼井儀人と華原がお互いファンであることから、テレビアニメ『クレヨンしんちゃん』のオープニングテーマを担当することになり、2月に「PLEASURE」を発売。4月にはNHK教育テレビのドラマ愛の詩『パパ・トールド・ミー 〜大切な君へ〜』で約5年ぶりにドラマ復帰し、『にっぽん愉快家族』と並行して収録を行う多忙な日々を送る。同4月、『クレヨンしんちゃん 嵐を呼ぶ 栄光のヤキニクロード』（映画シリーズ第11弾）で自身モチーフのアイドル歌手・トモちゃん役で声優に初挑戦し、試写会に出席。10月には『にっぽん愉快家族』で共演するコロッケからのラブコールで誕生した朋ちゃん&コロッケとしてデュエット・シングル「ありがとね!」を発売。12月には自身初のディナーショーを開催し、2年連続5度目の出場となった『第54回NHK紅白歌合戦』では、“華原朋美 with コロッケ”として「ありがとね!」を歌唱した。
2004年、3月からドラマ出演が続き、9月には時代劇『水戸黄門』の第33部最終回2時間スペシャルにSAYAKA、MEGUMIと助っ人出演。凄腕の娘剣士役で殺陣に初挑戦し、得意の馬術も披露した。本業では2月にクアラルンプールで開催された『J-ASEAN POPS』に出演し、「I BELIEVE」を歌唱。5月からは3度目のコンサートツアーを開催。
同年8月にはレコード会社をユニバーサルシグマのA&Mレコードレーベルに移籍し、自身のローマ字表記を“Kahala”から“Kahara”に変え（”l”から”r”に変更）、30歳の誕生日を迎えた。翌9月、K-POPバラード「君さえいれば」を日本語詞でカバーした「あなたがいれば」を発売、オリコン16週連続ロングチャートインを記録した。11月にはフジテレビ『僕らの音楽』に出演し、原曲者であるカン・ヒョンミンとのデュエットが実現。同曲で『第46回日本レコード大賞』金賞を受賞、8年ぶりにレコード大賞のステージにカムバックを果たした。また、パチンコ機『CR華原朋美とみなしごハッチ』（フィールズ）でキャラクターものとしてパチンコ機化。

### デビュー10周年（2005年 - 2006年）
デビュー10周年を迎えた2005年、5月に過去の失恋を歌った「涙の続き」を発売し、6月に10周年記念となる6枚目のアルバム『NAKED』を発売。ジャケットでタイトル通りの背中を大胆に見せたセミヌードを披露した。同6月から10周年記念コンサートツアー『10th Anniversary Celebration 華原朋美 Concert 2005』を開催。8月には『赤毛のアン』主人公アン役でミュージカルデビュー。9月からはフジテレビ『新堂本兄弟』に深田恭子らとレギュラー出演。12月には初の写真集『Crystallize』を発売し、セミヌードを披露した。
2006年2月、「桃の天然水」の発売10周年を記念した復刻版のイメージキャラクターに8年ぶりに再起用され、新旧対比CMのオンエアがスタート。同月、イメージソングを収録した初の両A面シングル「華／Keep On Running」を発売。春には櫻井翔主演のミュージカル『ビューティフルゲーム』に出演。7月には中島みゆきの書き下ろしによる新曲「あのさよならにさよならを」を発売。以前から憧れていた中島作品を歌いたいとの華原の熱望に、中島も快諾して楽曲提供が実現した。8月には2年連続でミュージカル『赤毛のアン』に主演（翌年は療養のため降板）。12月には松任谷由実の楽曲のみで構成された異例の“ユーミン”ソング・ミュージカル『ガールフレンズ』に主演。公演中に急性気管支炎と急性声帯炎を併発し一部を休演する事態となるも復帰し、映像化されたDVDでは復帰した回の模様が収録された。またこの年だけで3本の舞台に出演し、ミュージカル女優としての活動を本格化させていた。しかし、同時にこの頃から交際相手のDV被害に遭い、再び薬物依存に陥る。

### 所属事務所との契約解除・芸能界長期活動休止へ（2007年 - 2011年）
年末の気管支炎の影響から2007年年明けから4月いっぱいまで自宅療養し、2000年以来となる3度目の休養に入る。5月に仕事再開し翌6月から本格復帰していたが、6月29日に所属事務所のプロダクション尾木が6月28日付で専属契約の解除を発表。事務所側は「突然の仕事キャンセル等が続き予想以上に心身ともに健康の回復状況が思わしくなく、これ以上芸能活動を支えることは不可能」と判断。公式ファンクラブ"Pretty Eye"も6月29日付で解散し、事務所の意向を受け所属レコード会社のユニバーサルミュージックとの契約も28日付で終了した。
3か月後の同年9月20日にはファン向けに自身のブログを開設し、その中で仕事キャンセルについて謝罪の文を掲載。理由について、自身の健康管理が悪く精神的にもダウンしたこと、さらに尾骨を骨折していたことも告白し、今は完全に完治し健康である事を綴っていた。しかし、マスコミで報道された直後の9月29日に、わずか9日間でブログは突然閉鎖された。
翌2008年7月10日、東京ミッドタウンで開かれたパーティに出席。「年内には復帰したい」と語ったものの、それから約半年後の2009年1月17日、JR錦糸町駅でタクシーに行き先が告げられず、急性薬物中毒で倒れ病院に緊急搬送されてしまう。医師から処方された精神安定剤を多く所持しており、「大量服用による薬物中毒」と報道されていた。
翌2010年8月29日にも、新宿・歌舞伎町でタクシー乗車中に意識もうろうとなり、救急車で病院に搬送されたと報道された。日常生活も破綻し、見かねた家族の判断で閉鎖病棟に入院していた時期もあった。退院後は父親の住むフィリピンに渡り、NPOを運営する父親の勧めでボランティア活動に従事。現地の孤児院で子供の世話などをした。

### 芸能活動再開（2012年 - 2020年）
2011年、自身の誕生日である8月17日に、兄 のブログで現在の姿と前年から海外で自分磨きをしていることを報告した。同年10月30日付のブログで再びメッセージを掲載し、年内に帰国して復帰に向けて準備することを報告した。帰国後は兄が経営する介護施設を手伝いながら、カラオケボックスで録音した自身の歌のCDを旧所属事務所宛に送るなどして復帰に向けて動いた。
翌2012年7月11日付のブログにも「朋美は復帰に向けて様々なことを楽しんでいます。もうすぐこのブログも卒業だね」等の記事が掲載されていた。そして9月頃から旧所属事務所との長い交渉の結果、同年12月1日付でプロダクション尾木との再契約および、復帰後初ステージがフジテレビ系『FNS歌謡祭』への出演となることが発表された。
2012年12月5日、『2012 FNS歌謡祭』に生出演し、「I'm proud」を歌唱。実質6年ぶりに安定した歌声を披露、この出演時の動画が一時的にインターネット上にアップロードされると、すぐに100万回以上再生されるなどSNSを中心に非常に大きな話題を呼ぶ。同年12月24日にはライブイベント『MUSIC FOR ALL, ALL FOR ONE』に出演し、約6年ぶりにライブステージにも復帰した。
2013年、2月にユニバーサルミュージックと再契約し、4月に『レ・ミゼラブル』の劇中曲「夢やぶれて」の日本語カバーで7年ぶりとなったシングル「夢やぶれて -I DREAMED A DREAM-」を発売。6月にはセルフカバー・ベストアルバム『DREAM -Self Cover Best-』を発売し、6年ぶりにオフィシャルファンクラブ“DREAM”を開設した。11月には7年ぶりの単独ライブとなった『DREAM 〜TOMOMI KAHARA CONCERT 2013〜』（追加含む3公演）を開催し、『DREAM』のロングセールスを記念して、完全生産限定のプレミアム・エディション盤を発売。また同月、12年ぶりのラジオレギュラー番組となったエフエム東京『華原朋美の寝てる場合じゃないのっ♡』がスタートした（2014年末まで）。12月には『2013 FNS歌謡祭』に出演し、元プロデューサーの小室哲哉と15年半ぶりに共演を果たし、「I'm proud」「I BELIEVE」を歌唱した。
2014年、3月にglobeの「DEPARTURES」など本人選曲による初のカバーアルバム『MEMORIES -Kahara Covers-』を発売。オリコン初登場10位となり、13年ぶりのトップ10返り咲きを記録した。8月には40歳を迎え、10月にはカバーアルバム第2弾『MEMORIES 2 -Kahara All Time Covers-』を発売。収録曲が映画『喰女-クイメ-』のイメージソングとなり、自身8年ぶりのタイアップとなった。この『MEMORIES 2』もオリコン初登場9位となり、自身14年10か月ぶりの2作連続トップ10入りを記録した。『MEMORIES』2作を引っさげて、9月から9年ぶりとなる全国ツアー『TOMOMI KAHARA CONCERT TOUR 2014 〜MEMORIES〜』を開催。12月には『第56回日本レコード大賞』で企画賞を受賞し、「DEPARTURES」を歌唱した。
2015年、日本テレビの情報番組『PON!』の月曜レギュラーコメンテーターに起用され、3月30日の回より出演。5月には小室哲哉が16年半ぶりに楽曲提供した「はじまりのうたが聴こえる」、6月には自身初のオールタイムベストアルバム『ALL TIME SINGLES BEST』と『ALL TIME SELECTION BEST』をそれぞれ発売し、7月からは20周年記念の全国ツアー『TOMOMI KAHARA 20th Anniversary TOUR KAHARA's HISTORY @19952015』を開催した。8月には20周年を記念した著書『華原朋美を生きる』を発売（写真集や小室哲哉との対談も収録）。20周年のデビュー記念日である9月8日には、ビルボードライブにて一夜限りの『「デビュー20周年記念LIVE」 at Billboard Live TOKYO』を開催した。10月からはMXテレビの音楽番組『音ボケPOPS』でMCレギュラーを担当。12月2日には好評だったカバーアルバム第3弾となる『MEMORIES 3 -Kahara Back to 1995-』を発売。
2016年5月には21年目第一弾シングルとして映画『更年奇的な彼女』の日本語版主題歌『君がそばで』をリリースし、3年連続となる全国ツアー「TOMOMI KAHARA CONCERT TOUR 2016 〜君がそばで〜」を開催（東京公演では藤澤ノリマサ、山猿がコラボで参加）。同年11月、体調不良で仕事をキャンセル。同月5日、病院での検査で「急性ストレス反応」と診断されたことを公表、月末まで活動休止することを発表した。30日に退院。12月5日の『PON!』で活動再開した。
2017年1月14日、TBSのテレビ番組『炎の体育会TV』において、2016年10月に開催された馬術の日本国内大会「ジャパンオープン」で華原が優勝し（馬匹名は「キャリーズサン」）、2017年3月23日から開催される「国際馬術大会 in 掛川」の出場権を獲得したことが明らかとなった。2月には、キャリーズサン号の子、クラシック号を自費で購入。3月26日、出場した「国際馬術 掛川2017」の障害飛越トップスコア競技では目標としていた表彰台を逃したが、9月の全日本障害馬術大会への出場を目指すことを明らかにした。その一方、4年連続となる全国ツアー「TOMOMI KAHALA CONCERT TOUR 2017 ～CARRYS SON and CLASSIC～」を開催。同年よりKahara表記をKahala表記に戻した。同年9月25日の放送をもって『PON!』レギュラーを卒業 し、『音ボケPOPS』のMCレギュラーも終了し、以降表立った活動が少なくなる。
2018年7月17日、自身のSNS（インスタグラム、ツイッター）と会員制のブログを閉鎖することを発表。しかし同月31日には、8月25日と26日にファンサイト「DREAM」の会員限定イベント緊急開催が発表され事務所と芸能活動方針を巡って意見が食い違って活動の停滞を発表。また、8月10日には翌11日の北総サマーナイトホースショー（北総乗馬クラブ）出場が発表された。同年12月11日、ホテル椿山荘東京グランドホール椿で「華原朋美 Christmas Dinner Show 2018」が開催される。
2019年5月4日、妊娠6か月で相手は外資系企業勤務の一般男性であることをファンクラブサイトで公表した。8月30日、45歳で第1子男児の出産を報告。12月19日、5年連続となる「華原朋美 Christmas Dinner Show 2019」が開催され、出産後初の歌声を披露した。
2020年2月9日、ガールズオーディションプロジェクト「DUO presents TCG AUDITION 2020」の公開ドラフト会議に出席。出産後、表舞台に初めて登場した。

### 独立（2020年 - 現在）
2020年9月14日、本人の申し入れで所属事務所プロダクション尾木および所属レコード会社ユニバーサルミュージックとの契約を8月31日をもって解除したことが発表され、事実上のフリーランスとなる。同年9月25日、自身が代表取締役を務める個人事務所「株式会社オフィス華原」を設立。
2021年1月より所属事務所を株式会社伝元に移籍。同年8月17日、47歳の誕生日に所属事務所社長兼専属マネージャーの大野友洋との結婚を発表。大晦日には、日本武道館で開催の『ももいろ歌合戦』（BS日テレ・ニッポン放送・ABEMAほかが生中継）へ初出場。
2022年9月30日に夫である大野が代表を務める伝元を離れ、2年前に設立していた個人事務所「株式会社オフィス華原」への移籍を公式ブログで発表。理由として、伝元が華原に対しギャラの明細表の提示を拒否したためとしている。また、独立については伝元が12月8日に発表するとしたが、そもそも正式な契約を交わしていないため応じる必要はないとしている。同年10月8日に広島県三次市のコンサートで自身が作詞作曲を手掛けた新曲「CARRY'S SON」を披露。翌9日に配信限定シングルとしてリリースされた。同17日、再び所属事務所を伝元に移籍。同年12月、週刊文春の離婚報道を自身の公式twitterで認めた(同誌の10月の離婚報道は否定していた)。また、年内で所属事務所伝元を退所することも認めた。
2023年5月10日、伊藤健太郎主演映画『ザギンでシースー!?』の主題歌「Change My Everything」を配信限定リリース。

## 受賞歴
| 年     | 賞（作品）                                                                                           |
| ------ | --- |
| 1995年 | フジテレビビジュアルクイーン・オブ・ザ・イヤー'95 - 「PARADOX」                                      |
| 1995年 | 第28回日本有線大賞 新人賞、最優秀新人賞 - 「I BELIEVE」                                              |
| 1995年 | 第28回全日本有線放送大賞 最優秀新人賞 - 「I BELIEVE」                                                |
| 1995年 | 第37回日本レコード大賞 新人賞 - 「I BELIEVE」                                                        |
| 1996年 | 第10回日本ゴールドディスク大賞 ベスト5ニュー・アーティスト賞                                         |
| 1996年 | 第1回アイドルミュージックアワード 最優秀ビデオ賞                                                     |
| 1996年 | 第29回日本有線大賞 有線音楽優秀賞 - 「Save your dream」                                              |
| 1996年 | 第29回全日本有線放送大賞 読売テレビ・ゴールドアーティスト賞                                          |
| 1996年 | 第38回日本レコード大賞 優秀作品賞 - 「I'm proud」                                                    |
| 1997年 | 第11回日本ゴールドディスク大賞 ベスト5アーティスト賞                                                 |
| 1997年 | 第30回日本有線大賞 有線音楽優秀賞 - 「Hate tell a lie」                                              |
| 1997年 | 第30回全日本有線放送大賞 読売テレビ・特別賞 - 「Hate tell a lie」                                    |
| 1998年 | 第12回日本ゴールドディスク大賞 ポップ・アルバム・オブ・ザ・イヤー - 『storytelling』                 |
| 2004年 | 第46回日本レコード大賞 金賞 - 「あなたがいれば」                                                     |
| 2005年 | 第3回全納連・納豆クイーン                                                                            |
| 2014年 | 第56回日本レコード大賞 企画賞 - 『MEMORIES -Kahara Covers-』+『MEMORIES 2 -Kahara All Time Covers-』 |
| 2022年 | Ameba Award 2022年2月度最優秀賞「華原朋美オフィシャルブログ」                                        |

## ディスコグラフィ

### シングル

#### CDシングル
※ 1 〜 14枚目のシングル（13枚目は12cm CDのみ）までは、8cm CD規格でリリースされている。それ以外は12cm CDとなる。
| 枚                                        | 発売日                  | タイトル                                 | 販売形態                | 販売形態                | オリコン 順位                            | 初収録アルバム          |                         |                         |                         |
| 枚                                        | 発売日                  | タイトル                                 | 初回盤                  | 通常盤                  | オリコン 順位                            | 初収録アルバム          |                         |                         |                         |
| ORUMOK RECORDS レーベル                   | ORUMOK RECORDS レーベル | ORUMOK RECORDS レーベル                  | ORUMOK RECORDS レーベル | ORUMOK RECORDS レーベル | ORUMOK RECORDS レーベル                  | ORUMOK RECORDS レーベル | ORUMOK RECORDS レーベル | ORUMOK RECORDS レーベル | ORUMOK RECORDS レーベル |
| ----------------------------------------- | ----------------------- | ---------------------------------------- | ----------------------- | ----------------------- | ---------------------------------------- | ----------------------- | ----------------------- | ----------------------- | ----------------------- |
| 1                                         | 1995年9月8日            | keep yourself alive                      |                         | PIDX-1001               | 8                                        | LOVE BRACE              |                         |                         |                         |
| 2                                         | 1995年10月11日          | I BELIEVE                                | PIDX-1003               | 4                       |                                          | LOVE BRACE              |                         |                         |                         |
| 3                                         | 1996年3月6日            | I'm proud                                | PIDX-1006               | 2                       |                                          | LOVE BRACE              |                         |                         |                         |
| 4                                         | 1996年7月22日           | LOVE BRACE                               | PIDX-1009               | 6                       |                                          | LOVE BRACE              |                         |                         |                         |
| 5                                         | 1996年10月2日           | save your dream                          | PIDX-1011               | 1                       | storytelling                             |                         |                         |                         |                         |
| 6                                         | 1997年4月23日           | Hate tell a lie                          | PIDX-1012               | 1                       | storytelling                             |                         |                         |                         |                         |
| 7                                         | 1997年7月2日            | LOVE IS ALL MUSIC                        | PIDX-1013               | 1                       | storytelling                             |                         |                         |                         |                         |
| 8                                         | 1997年9月18日           | たのしく たのしく やさしくね             | PIDX-1014               | 1                       | storytelling                             |                         |                         |                         |                         |
| 9                                         | 1998年2月11日           | I WANNA GO                               | PIDX-1015               | 20                      | storytelling                             |                         |                         |                         |                         |
| 10                                        | 1998年4月8日            | YOU DON'T GIVE UP                        | PIDX-1016               | 7                       | storytelling                             |                         |                         |                         |                         |
| ワーナーミュージック・ジャパン レーベル   |                         |                                          |                         |                         |                                          |                         |                         |                         |                         |
| 11                                        | 1998年6月17日           | tumblin' dice                            |                         | WPD6-9191               | 2                                        | nine cubes              |                         |                         |                         |
| 12                                        | 1998年7月29日           | here we are                              | WPD6-9192               | 5                       |                                          | nine cubes              |                         |                         |                         |
| 13                                        | 1998年10月21日          | daily news                               | WPC6-8700               | 13                      |                                          | nine cubes              |                         |                         |                         |
| 14                                        | 1999年7月22日           | as A person                              | WPD6-10002              | 6                       | One Fine Day                             |                         |                         |                         |                         |
| 15                                        | 1999年10月27日          | be honest                                | WPC6-10046              | 12                      | One Fine Day                             |                         |                         |                         |                         |
| 16                                        | 2000年2月23日           | Believe In Future 〜真夜中のシンデレラ〜 | WPC6-10075              | 28                      | Natural Breeze 〜KAHALA BEST 1998-2002〜 |                         |                         |                         |                         |
| 17                                        | 2000年7月26日           | Blue Sky                                 | WPC6-10096              | 55                      | One Fine Day                             |                         |                         |                         |                         |
| 18                                        | 2001年4月18日           | Never Say Never                          | WPC6-10134              | 10                      | Love Again                               |                         |                         |                         |                         |
| 19                                        | 2001年8月8日            | PRECIOUS                                 | WPC6-10157              | 34                      | Love Again                               |                         |                         |                         |                         |
| 20                                        | 2001年10月24日          | あなたのかけら                           | WPC6-10169              | 36                      | Love Again                               |                         |                         |                         |                         |
| 21                                        | 2002年4月24日           | あきらめましょう                         | WPC6-70002              | 28                      | Natural Breeze 〜KAHALA BEST 1998-2002〜 |                         |                         |                         |                         |
| 22                                        | 2003年2月26日           | PLEASURE                                 | WPC6-70013              | 55                      | Super Best Singles 〜10th Anniversary〜  |                         |                         |                         |                         |
| 徳間ジャパンコミュニケーションズ レーベル |                         |                                          |                         |                         |                                          |                         |                         |                         |                         |
|                                           | 2003年10月22日          | ありがとね!                              |                         | TKCA-72611              | 145                                      | 未収録                  |                         |                         |                         |
| ユニバーサルミュージック レーベル         |                         |                                          |                         |                         |                                          |                         |                         |                         |                         |
| 23                                        | 2004年9月29日           | あなたがいれば                           |                         | UICJ-5039               | 15                                       | NAKED                   |                         |                         |                         |
| 24                                        | 2005年5月25日           | 涙の続き                                 | UMCK-5129               | 30                      |                                          | NAKED                   |                         |                         |                         |
| 25                                        | 2006年2月22日           | 華/Keep On Running                       | UMCK-5139               | 37                      | ALL TIME SINGLES BEST                    |                         |                         |                         |                         |
| 26                                        | 2006年7月5日            | あのさよならにさよならを                 | UMCK-5149               | 46                      | ALL TIME SINGLES BEST                    |                         |                         |                         |                         |
| 27                                        | 2013年4月17日           | 夢やぶれて -I DREAMED A DREAM-           | UPCH-9854/B（+DVD）     | UPCH-5795               | 13                                       | DREAM -Self Cover Best- |                         |                         |                         |
| 28                                        | 2015年5月20日           | はじまりのうたが聴こえる                 | UPCH-9998/B（+DVD）     | UPCH-5838               | 36                                       | ALL TIME SINGLES BEST   |                         |                         |                         |
| 29                                        | 2016年5月11日           | 君がそばで                               | UPCH-7137               | UPCH-5874               | 46                                       | 未収録                  |                         |                         |                         |

#### 配信限定シングル
| 枚 | 配信開始日    | タイトル             | 規格             |
| -- | ------------- | -------------------- | ---------------- |
| 1  | 2022年10月9日 | CARRY'S SON          | ダウンロード配信 |
| 2  | 2023年5月10日 | Change My Everything | ダウンロード配信 |

### アルバム

#### オリジナルアルバム
| 枚                                      | 発売日                  | タイトル                | 販売形態                | 販売形態                | オリコン 順位           |                         |                         |                         |                         |
| 枚                                      | 発売日                  | タイトル                | CD+DVD                  | CD                      | オリコン 順位           |                         |                         |                         |                         |
| ORUMOK RECORDS レーベル                 | ORUMOK RECORDS レーベル | ORUMOK RECORDS レーベル | ORUMOK RECORDS レーベル | ORUMOK RECORDS レーベル | ORUMOK RECORDS レーベル | ORUMOK RECORDS レーベル | ORUMOK RECORDS レーベル | ORUMOK RECORDS レーベル | ORUMOK RECORDS レーベル |
| --------------------------------------- | ----------------------- | ----------------------- | ----------------------- | ----------------------- | ----------------------- | ----------------------- | ----------------------- | ----------------------- | ----------------------- |
| 1                                       | 1996年6月3日            | LOVE BRACE              |                         | PICX-1004               | 1                       |                         |                         |                         |                         |
| 2                                       | 1997年12月24日          | storytelling            | PICX-1006               |                         | 1                       |                         |                         |                         |                         |
| ワーナーミュージック・ジャパン レーベル |                         |                         |                         |                         |                         |                         |                         |                         |                         |
| 3                                       | 1998年11月26日          | nine cubes              |                         | WPC6-8500               | 5                       |                         |                         |                         |                         |
| 4                                       | 1999年11月25日          | One Fine Day            | WPC6-10053              | 7                       |                         |                         |                         |                         |                         |
| 5                                       | 2001年11月21日          | Love Again              | WPC6-10179              | 36                      |                         |                         |                         |                         |                         |
| ユニバーサルミュージック レーベル       |                         |                         |                         |                         |                         |                         |                         |                         |                         |
| 6                                       | 2005年6月29日           | NAKED                   | UMCK-9112               | UMCK-1186               | 30                      |                         |                         |                         |                         |

#### ベストアルバム
| 枚 | 発売日         | タイトル                                 | 販売形態             | 販売形態 | レーベル・備考 | オリコン 順位 |
| 枚 | 発売日         | タイトル                                 | 初回盤               | 通常盤 | レーベル・備考 | オリコン 順位 |
| -- | -------------- | ---------------------------------------- | -------------------- | --- | --- | ------------- |
| 1  | 1999年2月10日  | kahala compilation                       |                      | FOCX-1002（2CD） | factoryorumok レーベル ORUMOK RECORDS在籍時代の楽曲を網羅した、初のベスト・アルバム。 収録曲の一部がリアレンジを施している。同年12月22日には3万枚限定生産として廉価盤がリリースされた。                                                                       | 1             |
| 1  | 1999年12月22日 | kahala compilation                       | PICX-1007（2CD）     | | factoryorumok レーベル ORUMOK RECORDS在籍時代の楽曲を網羅した、初のベスト・アルバム。 収録曲の一部がリアレンジを施している。同年12月22日には3万枚限定生産として廉価盤がリリースされた。                                                                       | 1             |
| 2  | 2001年9月27日  | Best Selection                           |                      | PICL-1231 | パイオニアLDC レーベル ORUMOK RECORDS在籍時代の楽曲を網羅した、レーベル自主企画によるベスト・セレクション。 内容は1枚目のベストと重複しているが、大半がシングルのオリジナル音源で収録されている。                                                             | 23            |
| 3  | 2002年7月17日  | Natural Breeze 〜KAHALA BEST 1998-2002〜 | WPC6-10219           | ワーナーミュージック・ジャパン レーベル ワーナーミュージック在籍時代（1998年〜2002年）までの楽曲を網羅したベスト・アルバム | 37 |               |
| 4  | 2005年12月14日 | Super Best Singles 〜10th Anniversary〜  | GNCL-1044（2CD）     | ジェネオンエンタテインメント レーベル デビュー10周年を記念したベスト・アルバム。 ORUMOK RECORDS及び、ワーナーミュージック在籍時代のレーベルからリリースされた全シングルを収録（「Blue Sky」「あなたのかけら」を除く）した、オールタイム・ベスト。 | 65 |               |
| 5  | 2013年6月26日  | DREAM -Self Cover Best-                  | UPCH-9873（+DVD）    | UPCH-1939 | ユニバーサルミュージック レーベル 活動休止復帰後、初のアルバム。 発表されたシングル楽曲を、全て再録・フルオーケストラ編成でリアレンジを施されている。 同年11月13日には反響を受け、「アメージング・グレイス」のカバー曲が収録されたPremium Editionがリリース。 | 15            |
| 5  | 2013年11月13日 | DREAM -Self Cover Best- Premium Edition  | UPCH-9907            | | ユニバーサルミュージック レーベル 活動休止復帰後、初のアルバム。 発表されたシングル楽曲を、全て再録・フルオーケストラ編成でリアレンジを施されている。 同年11月13日には反響を受け、「アメージング・グレイス」のカバー曲が収録されたPremium Editionがリリース。 | 15            |
| 6  | 2015年6月24日  | ALL TIME SINGLES BEST                    | UPCH-7007（2CD+DVD） | UPCH-2040（2CD） | ユニバーサルミュージック レーベル デビュー20周年記念、コンプリートシングル・ベスト。 3つのレーベル（ORUMOK・ワーナーミュージック・ユニバーサル）の垣根を完全網羅し、発表当時の全シングル（「ありがとね！」は除く）と新録曲を収録した、オールタイム・ベスト。  | 9             |
| 7  | 2015年6月24日  | ALL TIME SELECTION BEST                  | UPCH-7018（+DVD）    | UPCH-2042 | ユニバーサルミュージック レーベル デビュー20周年記念、シングルc/w・アルバム人気・カバー音源を収録したベストアルバム。 事前にファンによるリクエスト投票を実施し、反映された上位15曲と新録曲を収録。                                                            | 29            |

#### カバーアルバム
| 枚 | 発売日        | タイトル                               | 販売形態  | 販売形態         | オリコン 順位 |
| 枚 | 発売日        | タイトル                               | CD+DVD    | CD               | オリコン 順位 |
| -- | ------------- | -------------------------------------- | --------- | ---------------- | ------------- |
| 1  | 2014年3月12日 | MEMORIES -Kahara Covers-               | UPCH-9923 | UPCH-1964        | 10            |
| 2  | 2014年10月1日 | MEMORIES 2 -Kahara All Time Covers-    | UPCH-9956 | UPCH-1995        | 9             |
|    | 2015年2月11日 | MEMORIES -1&2 Special Limited Edition- |           | UPCH-9907（2CD） | 111           |
| 3  | 2015年12月2日 | MEMORIES 3 -Kahara Back to 1995-       | UPCH-7088 | UPCH-2061        | 30            |

#### デジタルライブアルバム
| 発売日        | タイトル                             |
| ------------- | ------------------------------------ |
| 2014年3月19日 | DREAM 〜TOMOMI KAHARA CONCERT 2013〜 |

### 映像作品
| 発売日                                  | タイトル                                                        | 販売形態                | 販売形態                | 販売形態                |                         |                         |                         |                         |                         |
| 発売日                                  | タイトル                                                        | VHS                     | DVD                     | BD                      |                         |                         |                         |                         |                         |
| ORUMOK RECORDS レーベル                 | ORUMOK RECORDS レーベル                                         | ORUMOK RECORDS レーベル | ORUMOK RECORDS レーベル | ORUMOK RECORDS レーベル | ORUMOK RECORDS レーベル | ORUMOK RECORDS レーベル | ORUMOK RECORDS レーベル | ORUMOK RECORDS レーベル | ORUMOK RECORDS レーベル |
| --------------------------------------- | --------------------------------------------------------------- | ----------------------- | ----------------------- | ----------------------- | ----------------------- | ----------------------- | ----------------------- | ----------------------- | ----------------------- |
| 1995年8月19日                           | PARADOX -Visual Queen of The Year '95-                          | PCVC-10384              |                         |                         |                         |                         |                         |                         |                         |
| 1995年9月16日                           | keep yourself alive                                             | PIVX-4001               |                         |                         |                         |                         |                         |                         |                         |
| 1996年3月27日                           | I'm proud                                                       | PIVX-4008               |                         |                         |                         |                         |                         |                         |                         |
| 1996年10月23日                          | save your dream                                                 | PIVX-4013               |                         |                         |                         |                         |                         |                         |                         |
| ワーナーミュージック・ジャパン レーベル |                                                                 |                         |                         |                         |                         |                         |                         |                         |                         |
| 2001年12月12日                          | TOMOMI KAHALA FIRST LIVE TOUR 2001 〜待っててくれてアリガトウ〜 | WPV6-90024              | WPB6-90024              |                         |                         |                         |                         |                         |                         |
| ジェネオンエンタテインメント レーベル   |                                                                 |                         |                         |                         |                         |                         |                         |                         |                         |
| 2002年3月27日                           | very best of MUSIC CLIPS                                        |                         | PIBL-1018               |                         |                         |                         |                         |                         |                         |
| 2005年12月14日                          | very best of MUSIC CLIPS                                        | GNBL-1016               |                         |                         |                         |                         |                         |                         |                         |
| ユニバーサルミュージック レーベル       |                                                                 |                         |                         |                         |                         |                         |                         |                         |                         |
| 2005年12月7日                           | 10th Anniversary Celebration 華原朋美 Concert 2005              |                         | UMBK-1088               |                         |                         |                         |                         |                         |                         |
| 2014年3月12日                           | DREAM 〜TOMOMI KAHARA CONCERT 2013〜                            | UPBH-1360               |                         |                         |                         |                         |                         |                         |                         |
| 2014年12月3日                           | Kahara Clips 2013-2014                                          | UPXH-1018               | UPBH-1373               |                         |                         |                         |                         |                         |                         |
| 2015年2月11日                           | TOMOMI KAHARA CONCERT TOUR 2014 〜MEMORIES〜                    | UPBH-9526（+MC）        | UPXH-9003（+MC）        |                         |                         |                         |                         |                         |                         |
| 2015年2月11日                           | TOMOMI KAHARA CONCERT TOUR 2014 〜MEMORIES〜                    | UPBH-1379               | UPXH-1019               |                         |                         |                         |                         |                         |                         |
| 2016年2月3日                            | TOMOMI KAHARA 20th Anniversary Live                             | UPBH-9531（+2DVD+MC）   | UPXH-9012（+2BD+MC）    |                         |                         |                         |                         |                         |                         |
| 2016年2月3日                            | TOMOMI KAHARA 20th Anniversary Live                             | UPBH-1395（+2DVD）      | UPXH-1026（+2BD）       |                         |                         |                         |                         |                         |                         |

#### 企画盤
| 発売日         | タイトル                                                           | 販売形態 | 品番    | 備考                                                                       |
| -------------- | ------------------------------------------------------------------ | -------- | ------- | -------------------------------------------------------------------------- |
| 1997年11月27日 | HOW TO MAKE TOMOMI KAHALA 華原朋美はいかにして華原朋美となり得たか | VHS      | TGVS-38 | ローソン限定で販売された企画VHS。 製造中止に伴い、現在は廃盤となっている。 |

### その他
企画シングル
- YOU ARE THE ONE / TK PRESENTS こねっと（1997年1月1日）
- 華原朋美とみなしごハッチ（2004年12月） - 非売品。パチンコ機『CR華原朋美とみなしごハッチ』のプロモーション用CD。島崎由理「みなしごハッチ」のカバー。
- Happy days feat.華原朋美 / 山猿（2016年2月17日 「あいことば3」に収録）

コーラス参加CD
- No No Computer / マーク・パンサー（1995年5月1日）[注 6]
- BABY'S GROWING UP / 内田有紀（1995年8月19日）
- BRAND NEW TOMORROW / trf（1995年10月25日）[52]
- MUSIC TAKES ME HIGHER / globe（1996年3月31日）
- REMEMbER ME? / 木根尚登（1996年9月23日）
- Close to the night / 木根尚登（1996年11月23日）

アナログ
- save your dream（1996年10月） - 非売品
- Tears Don't Lie（2001年10月） - 非売品
- I BELIEVE 2004 - 12inch mix（2004年10月1日）

ミュージカル関係
- サウンド・オブ・ミュージック（レガシー・エディション リミテッド・ジャパニーズ・ヴァージョン）（2006年5月24日） - オリジナルサウンドトラック
- サウンド・オブ・ミュージック <ファミリー・バージョン>（2006年5月26日） - DVD
- ユーミンソング・ミュージカル「ガールフレンズ」（2007年3月28日） - DVD

トリビュートアルバム
- 銀色の道 / トリビュートアルバム『ザ・ピーナッツ トリビュート・ソングス』に収録。misonoとデュエット[53]。

## タイアップ曲
| 曲名                                             | タイアップ                                                                           |
| ------------------------------------------------ | ------------------------------------------------------------------------------------ |
| keep yourself alive                              | 日本オラクル CMソング                                                                |
| I BELIEVE                                        | '96 ミナミ「JOY OF SPORTS」CMソング                                                  |
| I BELIEVE                                        | FM FESTIVAL '95 キャンペーンソング                                                   |
| I'm proud                                        | TBC東京ビューティセンター「the レディエステティックTBC」CMソング                     |
| Just a real love night                           | DDIポケット CMソング                                                                 |
| LOVE BRACE                                       | 第一興商「DAM」CMソング                                                              |
| save your dream                                  | ロッテチョコレート「紗々」CMソング                                                   |
| Hate tell a lie                                  | カネボウ化粧品「ブロンズラヴ」CMソング                                               |
| LOVE IS ALL MUSIC                                | 三貴「銀座ジュエリーマキ エステートツインジュエリー」CMソング                        |
| I WANNA GO                                       | 三貴「銀座ジュエリーマキ エステートツインジュエリー」CMソング                        |
| たのしく たのしく やさしくね                     | カネボウ化粧品「REVUE」CMソング                                                      |
| YOU DON'T GIVE UP                                | カネボウ化粧品「REVUE」CMソング                                                      |
| Every morning                                    | NTTPCコミュニケーションズ「インフォスフィア」CMソング                                |
| You just gonna sing a song                       | JT「桃の天然水」CMソング                                                             |
| tumblin' dice                                    | JT「桃の天然水」CMソング                                                             |
| daily news                                       | JT「桃の天然水」CMソング                                                             |
| needs somebody's love                            | JT「桃の天然水」CMソング                                                             |
| here we are                                      | TBS系金曜ドラマ『ランデヴー』主題歌                                                  |
| as A person                                      | NTV系『FUN』FUN'S RECOMMEND #006                                                     |
| True Mind                                        | 2000 SSAWS CMソング                                                                  |
| Believe In Future 〜真夜中のシンデレラ〜         | YTV・NTV系ドラマ『シンデレラは眠らない』エンディングテーマ                           |
| Blue Sky                                         | THK・CX系ドラマ『女同士』主題歌                                                      |
| あなたのかけら                                   | NHK金曜時代劇『五瓣の椿』エンディングテーマ                                          |
| あきらめましょう                                 | ポッカ缶コーヒー『FIRST DRIP BLACK』CMソング                                         |
| PLEASURE                                         | ANB系アニメ『クレヨンしんちゃん』オープニングテーマ                                  |
| PLEASURE                                         | 東宝配給劇場映画シリーズ11『クレヨンしんちゃん 嵐を呼ぶ 栄光のヤキニクロード』主題歌 |
| 未来色の星屑                                     | 東宝配給劇場映画シリーズ11『クレヨンしんちゃん 嵐を呼ぶ 栄光のヤキニクロード』挿入歌 |
| あなたがいれば                                   | TBS系『どうぶつ奇想天外!』エンディングテーマ                                         |
| 涙の続き                                         | TX系ドラマ『水曜ミステリー9』エンディングテーマ                                      |
| 華                                               | MBS・TBS系『世界ウルルン滞在記』エンディングテーマ                                   |
| Keep On Running                                  | JT「桃の天然水 -復刻版-」2006年イメージソング                                        |
| あのさよならにさよならを                         | NHK木曜時代劇『次郎長背負い富士』主題歌                                              |
| 運命の糸                                         | 芸能人女子フットサルチーム「FANTASISTA」テーマソング                                 |
| 運命の糸                                         | JT「桃の天然水 -復刻版-、りんごの天然水」CMソング                                    |
| ROSIER                                           | 東映配給映画『喰女-クイメ-』イメージソング                                           |
| 難破船                                           | 東映配給映画『喰女-クイメ-』イメージソング                                           |
| HOWEVER                                          | YTV『音楽ノチカラ』9月度エンディングテーマ                                           |
| レット・イット・ゴー 〜ありのままで〜 [日本語歌] | 『ディズニー・オン・アイス2015』アニバーサリーソング                                 |
| はじまりのうたが聴こえる                         | TX系ドラマ『水曜ミステリー9』エンディングテーマ                                      |
| never give up!!                                  | NTV『PON!』6月エンディングテーマ                                                     |
| 君がそばで                                       | 映画『更年奇的な彼女』日本語版主題歌                                                 |
| 風の色                                           | 映画『風の色』主題歌                                                                 |
| Change My Everything                             | 映画『ザギンでシースー!?』主題歌                                                     |

## 書籍

### 単著
- 未来を信じて（2000年1月27日、ワニブックス、ISBN 4847013298） - 初のフォト&エッセイ集
- 苦あり楽あり―未来を信じて〈Part2〉 海外歌手修行エッセイ集（2001年7月25日、ワニブックス、ISBN 4847013972）
- 華原朋美を生きる。（2015年8月10日、集英社、ISBN 4087807576） - セミヌード写真・小室哲哉との対談含むデビュー20周年記念メモリアルブック[55]

### 共著
- 吉永記子『ショウビズ』（2001年12月、小学館、ISBN 4-09-398011-X） - プチセブンに連載されていた華原朋美原作コミックの単行本化

### 写真集
- Crystallize（2005年12月17日、ワニブックス、撮影：藤代冥砂、ISBN 4-84-702906-2）- 初の写真集
- 華原朋美BOX CrystallizeII（2006年3月27日、ワニブックス、撮影：藤代冥砂、ISBN 4-84-702912-7）- 写真集& DVD・限定プレミアムBOX 予約受注制

## コンサート
| 日程                            | ツアータイトル                                                  | 公演数       |
| ------------------------------- | --------------------------------------------------------------- | ------------ |
| 2001年8月                       | TOMOMI KAHALA FIRST LIVE TOUR 2001 〜待っててくれてアリガトウ〜 | 7箇所        |
| 2002年8〜9月、11月              | Tomomi Kahala Concert Tour 2002 "Natural Breeze"                | 13箇所       |
| 2004年5〜6月、9〜10月           | TOMOMI KAHARA CONCERT 2004                                      | 7箇所        |
| 2005年3月                       | 華原朋美コンサート2005                                          | 単発         |
| 2005年6〜7月、9〜11月 2006年2月 | 10th Anniversary Celebration 華原朋美 Concert 2005              | 15公演       |
| 2006年9月23日                   | 華原朋美コンサート2006                                          | 単発         |
| 2013年11月                      | DREAM 〜TOMOMI KAHARA CONCERT 2013〜                            | 3公演        |
| 2014年9〜10月                   | TOMOMI KAHARA CONCERT TOUR 2014 〜MEMORIES〜                    | 14会場15公演 |
| 2015年7〜9月                    | TOMOMI KAHARA 20th Anniversary TOUR KAHARA's HISTORY @19952015  | 16公演       |
| 2015年9月8日                    | 「デビュー20周年記念LIVE」at Billboard Live TOKYO               | 1会場2公演   |
| 2016年7〜9月                    | TOMOMI KAHARA CONCERT TOUR 2016 〜君がそばで〜                  | 11公演       |
| 2016年9月15日                   | TOMOMI KAHARA PREMIUM LIVE 2016 at Billboard Live TOKYO         | 単発         |
| 2017年7〜10月                   | TOMOMI KAHALA CONCERT TOUR 2017 〜CARRY'S SON and CLASSIC〜     | 12公演       |
| 2017年7月4日                    | TOMOMI KAHALA PREMIUM LIVE at Billboard Live TOKYO              | 単発         |
| 2022年5月21日                   | 華原朋美 Season1                                                | 単発         |
| 2022年10月8日                   | TOMOMI KAHALA SEASON2                                           | 単発         |
| 2023年11〜12月                  | 華原朋美LIVE2023 ～♡LOVE IS BEST♡～ Presented by WOWOWプラス    | 5公演        |

### ディナーショー
| 日程                 | タイトル                                                            | 公演数 |
| -------------------- | ------------------------------------------------------------------- | ------ |
| 2003年12月 2004年1月 | Tomomi Kahala Dinner Show                                           | 2箇所  |
| 2004年8月            | Tomomi Kahara Summer Dinner Show                                    | 2箇所  |
| 2004年12月           | Tomomi Kahara Christmas Dinner Show 2004                            | 2箇所  |
| 2005年12月           | Tomomi Kahara Christmas Dinner Show 2005                            | 5箇所  |
| 2006年1月            | 華原朋美 NEW YEAR LIVE 2006                                         | 単発   |
| 2006年12月           | Tomomi Kahara Christmas Dinner Show 2006 〜華やかに艶やかに〜       | 3箇所  |
| 2014年12月           | 華原朋美 ウェスティンナゴヤキャッスル クリスマスディナーショー 2014 | 単発   |
| 2015年3月            | 華原朋美ディナーショー2015 in いわき                                | 単発   |
| 2015年12月           | 華原朋美 クリスマスディナーショー2015                               | 4箇所  |
| 2016年12月           | 華原朋美 Xmas Dinner Show 2016                                      | 2箇所  |
| 2017年12月20日       | 華原朋美 Christmas Dinner Show 2017                                 | 単発   |
| 2018年12月11日       | 華原朋美 Christmas Dinner Show 2018                                 | 単発   |
| 2019年12月16日       | 華原朋美 Christmas Dinner Show 2019                                 | 単発   |
| 2021年12月26日       | 華原朋美 Special Dinner Show 2021                                   | 単発   |

## 出演

### CM
- 日本オラクル 企業イメージ（1995年秋） - 小室哲哉と出演
  - 「登場 篇」
  - 「keep yourself alive 篇」
- ミナミスポーツ「'96 JOY OF SPORTS」（1996年）
- TBC東京ビューティセンター「the レディーエステティックTBC」（1996年春） - 小室哲哉と出演
- DDIポケット（現・ウィルコム）（1996年夏）
- ロッテチョコレート「紗々」（1996年秋）
- カネボウ化粧品（1997年 - 1998年）
  - 「REVUE / ブロンズラヴ」（1997年4月 - 6月）
  - 「REVUE エステクチュール ジェルファンデーション」（1997年9月 - 11月）
  - 「REVUE エステクチュール ジェルファンデーション クール」（1998年4月 - 6月）
- NTTPCコミュニケーションズ 「インフォスフィア」（1997年12月 - 1998年3月）
- 明治乳業「フォレット とろけるプリン」（1998年春）
- JTハーフタイム「桃の天然水」（1998年2月 - 1999年3月）
  - 「バスローブ 篇」
  - 「ベッド 篇」
  - 「ボクサー 篇」
  - 「浴衣 篇」
  - 「スーパーマーケット 篇」
  - 「桃の日 篇」
  - 「ブティック 篇」
- 資生堂オービット「化粧惑星 SUN BLOCK」（2001年5月）
- ローソン弁当キャンペーン「駅名ダジャレシリーズ」（2001年6月 - 9月） - 桂三枝（現：六代目桂文枝）らと共演
- JRA（2001年秋） - ユースケ・サンタマリアとナレーション出演
- ポッカ缶コーヒー「FIRST DRIP BLACK」（2002年4月 - 5月）
- FIELDS「CR華原朋美とみなしごハッチ」（2004年12月）
- 日清食品（2005年）
  - 「日清焼きそば」（2005年2月）
  - 「やきそばできました。」（2005年4月） - 北海道地区限定
- コーセー（2005年 - 2006年）
  - 「清肌晶 ムースクレンジングオイル」（2005年4月 - 6月） - 「舞妓 篇」
  - 「清肌晶 パーフェクトクリアジェル」（2005年6月 - 8月） - 「演歌 篇」
- TU-KAホン関西 「プリケイ」（2005年） - 関西地区限定
- JT Miss Parlor（2006年）
  - 「桃の天然水 復刻版」（2006年2月 - 3月） - 「ヒュー ヒュー!復活 篇」
  - 「りんごの天然水」（2006年8月） - 「桃の天然水&りんごの天然水 篇」
- au（KDDI / 沖縄セルラー電話）「MNP・大満足キャンペーン」（2006年）
  - 「替える理由“無期限くりこし（華原朋美）” 篇」（2006年9月 - 10月） - 仲間由紀恵と共演
  - 「端末ラインナップ 篇」（2006年） - 速水もこみち、榮倉奈々、大沢あかね、いとうせいこうと共演

その他のイメージキャラクター
- フジボウアパレル「KANGOLジーンズ」（2006年） - ポスター・雑誌広告
- コーセーボディ用美容液「スタイリス」（2006年） - ポスター・WEBサイト・雑誌広告

### テレビ（レギュラー）
- TK MUSIC CLAMP（1997年6月 - 1998年4月、フジテレビ） - 3代目パーソナリティー
- 進ぬ!電波少年 〜華原朋美の電波少年的全米デビューへの道〜（2000年8月 - 2001年2月、日本テレビ）
- にっぽん愉快家族（2002年4月 - 2005年3月、NHK総合） - コロッケと司会
- 新堂本兄弟（2005年9月 - 2007年6月頃、フジテレビ） - 深田恭子らとレギュラー出演
- 大逆転将棋（2002年1月 - 2006年1月、NHK BS2） - パーソナリティー
- PON!（2015年3月 - 2017年9月、日本テレビ） - 月曜レギュラー
- 音ボケPOPS（2015年10月 - 2018年1月27日、TOKYO MX） - レギュラーMC
- じっくり聞いタロウ〜スター近況（秘）報告〜（2017年4月 - 2018年1月11日、テレビ東京） - レギュラーMC

### テレビドラマ
- 竜馬におまかせ!（1996年、日本テレビ）
- ボーイハント（1998年7月6日 - 9月21日、フジテレビ） - 屋祖島エリカ 役
- パパ・トールド・ミー 〜大切な君へ〜（2003年4月12日 - 6月28日、NHK教育テレビ） - 的場百合子 役
- 月曜ミステリー劇場・棟居刑事シリーズ（TBS） - 日下真里子 役
  - 第3作「追跡」（2004年3月8日）
  - 第4作「復讐」（2004年12月20日）
- 霊感バスガイド事件簿 第1話「しのび泣く木」（2004年4月16日 - 6月18日、テレビ朝日） - 春田のぞみ 役
- ナショナル劇場・水戸黄門「大対決!八百八町は日本晴れ・江戸〜第33部最終回秋の2時間スペシャル〜」（2004年9月20日、TBS） - 古頭棗 役
- 和田アキ子 特別企画ドラマ ザ・介護番長（2005年4月7日、TBS） - こずえ 役

### テレビアニメ
- ドラえもん（2014年2月14日、テレビ朝日） - 白ネコ・ルナ 役

### アニメーション映画
- クレヨンしんちゃん 嵐を呼ぶ 栄光のヤキニクロード（2003年4月公開、東宝） - アイドル歌手・トモちゃん 役[63]

### ラジオ
- CATCH A BRANDNEW（1996年7月 - 1999年1月、bayfm）
- 華原朋美のLIPS PARTY 21.jp（2001年10月 - 12月、文化放送）
- スカルプDボーテ presents 華原朋美の寝てる場合じゃないのっ♡（2013年11月 - 2014年12月、TOKYO FM）

### ミュージカル
- 赤毛のアン（2005年8月・2006年8月、全国） - 主演・アン・シャーリー 役
- ザ・ビューティフル・ゲーム（2006年3月 - 4月、東京・大阪） - クリスティーン・ワーナー 役
- ユーミンソング・ミュージカル“ガールフレンズ”（2006年12月1日 - 26日、東京銀座博品館劇場） - 主演・真理子 役

### WEB配信番組
- 華原朋美のトモちゃんといっしょ（2016年5月11日 - 12月28日、AbemaTV）[64]

### NHK紅白歌合戦出場歴
| 年度 | 放送回 | 回 | 曲目             | 出演順 | 対戦相手          | 備考                                                                  |
| ---- | ------ | -- | ---------------- | ------ | ----------------- | --------------------------------------------------------------------- |
| 1996 | 第47   | 初 | I'm proud        | 12/25  | 藤井フミヤ        | ピアノ：小室哲哉                                                      |
| 1997 | 第48   | 2  | Hate tell a lie  | 11/25  | SMAP              | ギター：小室哲哉                                                      |
| 1998 | 第49   | 3  | daily news       | 13/25  | 美川憲一          |                                                                       |
| 2002 | 第53   | 4  | あきらめましょう | 7/27   | KICK THE CAN CREW | バックバンド：ZONE                                                    |
| 2003 | 第54   | 5  | ありがとね!      | 12/30  | 谷村新司          | コロッケとデュエット。CDは朋ちゃん&コロッケ名義でリリースされている。 |